# Aspidistra grandiflora
Aspidistra grandiflora är en sparrisväxtart som beskrevs av Tillich. Aspidistra grandiflora ingår i släktet Aspidistra och familjen sparrisväxter. Inga underarter finns listade i Catalogue of Life.

## Bildgalleri

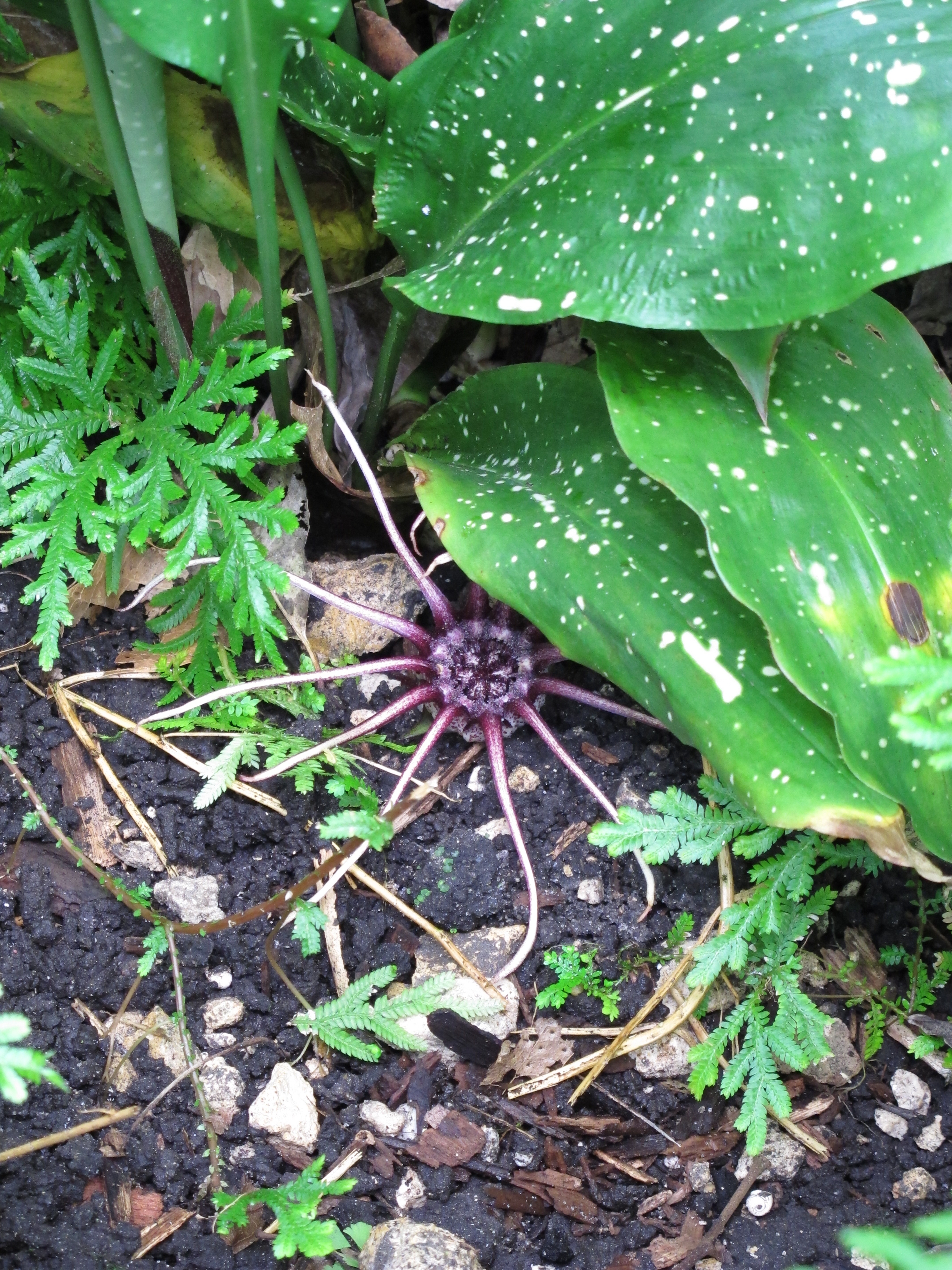